# Baldellou
Baldellou (auf Katalanisch Valldellou) ist eine Gemeinde in der Provinz Huesca in der Autonomen Gemeinschaft Aragonien in Spanien. Sie liegt im Osten der Comarca La Litera. Die in den Vorpyrenäen gelegene, erstmals im Jahr 1090 genannte Gemeinde am Flüsschen Moli del Pubill gehört zur katalanischsprachigen Franja de Aragón. Der durch Viehzucht und Landwirtschaft geprägte Ort verfügt über verschiedene Einrichtungen für den Tourismus.

## Bevölkerung
| 1900 | 1910 | 1930 | 1940 | 1950 | 1960 | 1970 | 1978 | 1991 | 1996 | 2001 | 2004 |  |
| ---- | ---- | ---- | ---- | ---- | ---- | ---- | ---- | ---- | ---- | ---- | ---- |  |
| 738  | –    | –    | –    | 362  | –    | –    | 237  | 170  | 159  | 133  | 129  |  |

## Sehenswürdigkeiten

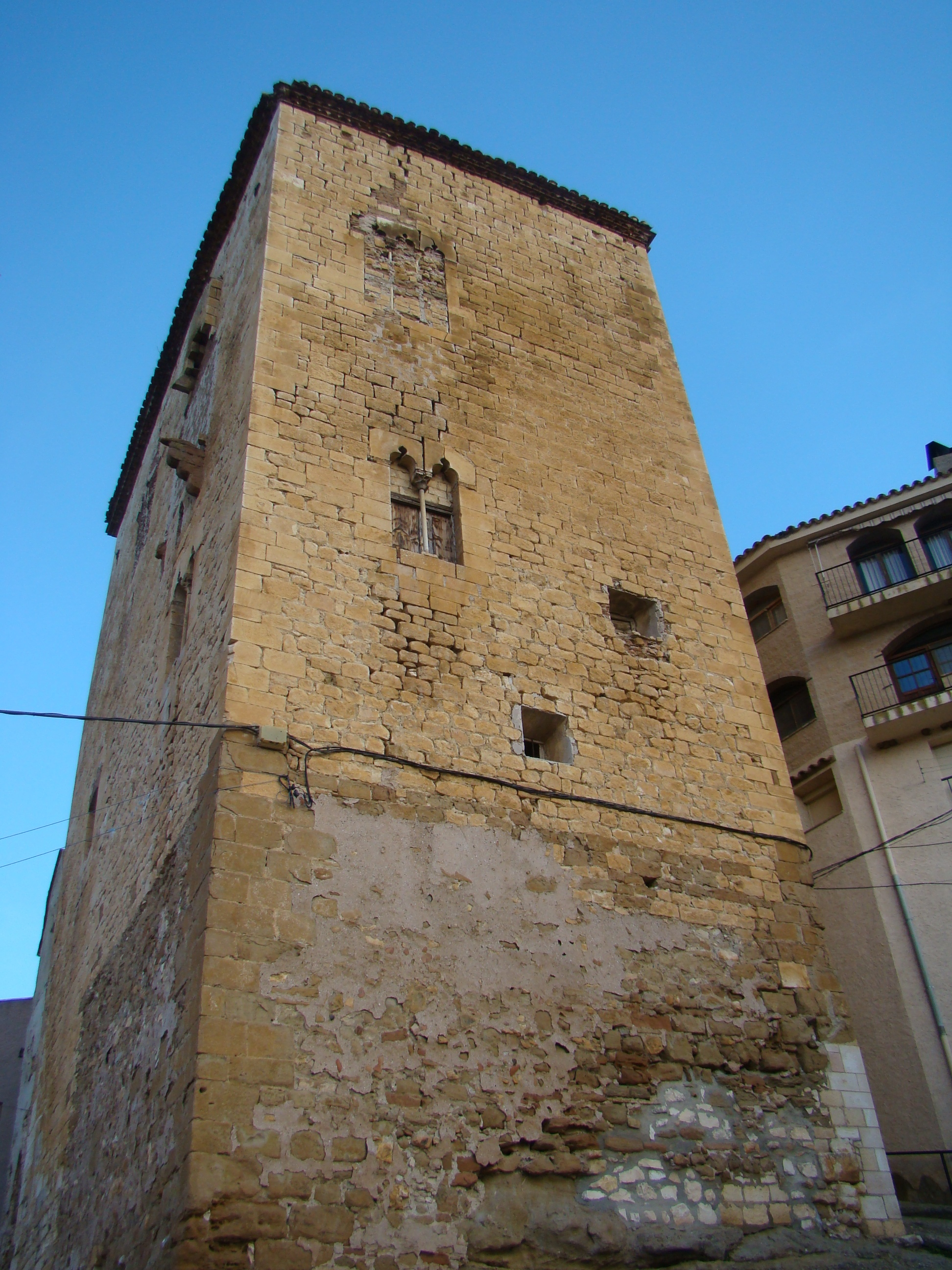
Turm

- Die romanische einschiffige, spitztonnengewölbte Kirche Asunción de Nuestra Señora.
- Die Einsiedelei der Jungfrau von Vilavella aus dem 12. Jahrhundert.
- Der 30 m hohe Turm Torreón del Pubill.